# Skowrończyk sierpodzioby

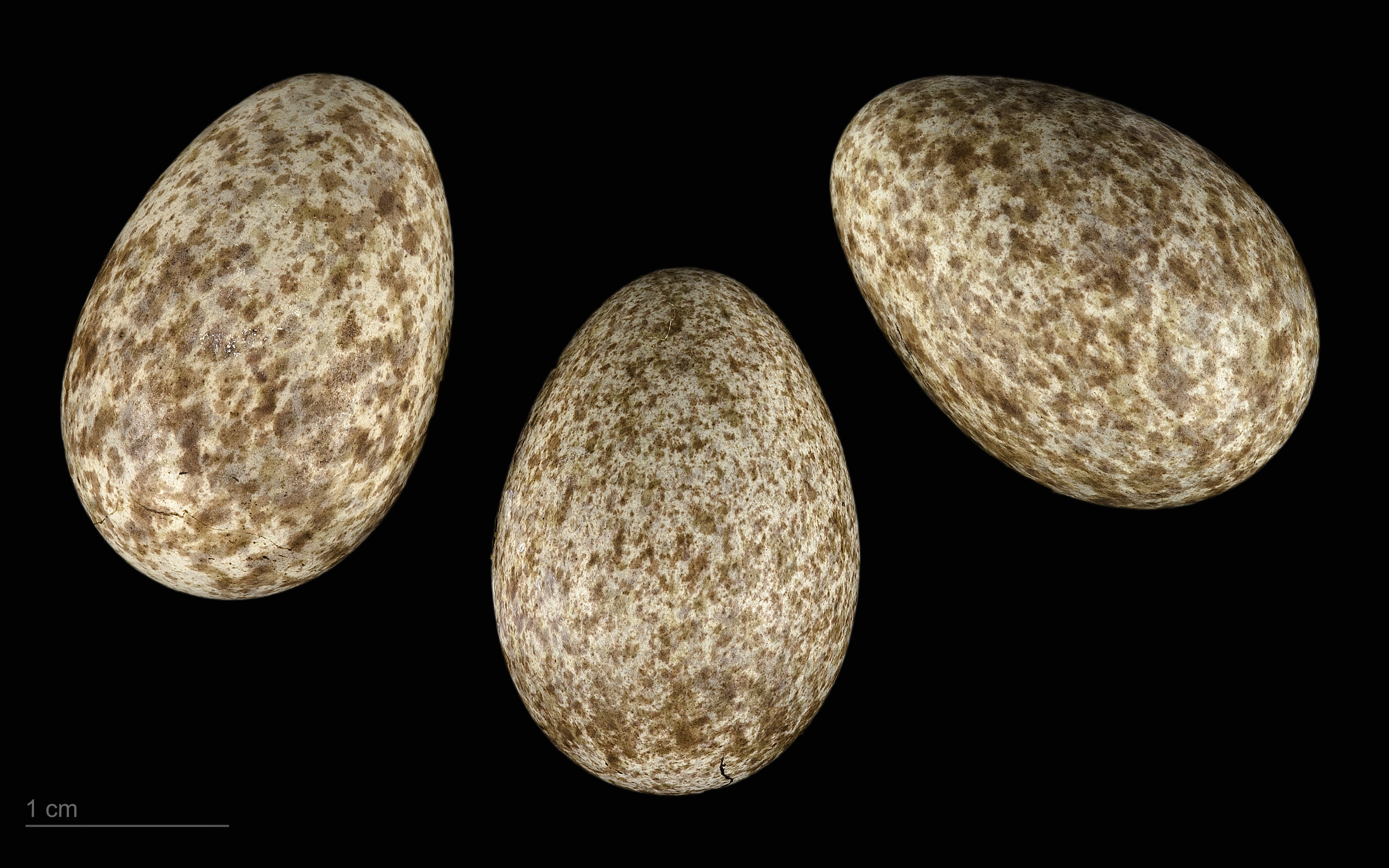
Chersophilus duponti duponti

Skowrończyk sierpodzioby (Chersophilus duponti) – gatunek małego ptaka z rodziny skowronków (Alaudidae).

## Systematyka
Jedyny przedstawiciel rodzaju Chersophilus. Wyróżniono dwa podgatunki C. duponti:
- C. duponti duponti – skowrończyk sierpodzioby – Hiszpania, północne Maroko, północna Algieria i północna Tunezja.
- C. duponti margaritae – skowrończyk długodzioby – środkowa Algieria do zachodniego Egiptu.

## Występowanie
Zasiedla część Hiszpanii oraz, wyspowo, Afrykę Północną. Biotop to suche śródziemnomorskie stepy, zimą spotykany na polach i ścierniskach.

## Charakterystyka
Długość ciała 17–18 cm, masa ciała 32–47 g, rozpiętość skrzydeł: 25–31 cm. Podobny do skowronka zwyczajnego, lecz ciemniejszy, mniejszy i nie ma czubka. Części i wzory na ubarwieniu identyczne jak u ww. gatunku, jednakże odróżnia się charakterystycznym długim, sierpowatym dziobem i jasną brwią. Poza tym ogólnie całe kreskowanie wyraźniejsze, nogi jasnoróżowe. Młode mają na grzbiecie łuskowaty wzór.

GłosŚpiewa fletowymi tonami i świergotami podobnymi do głosu zięby.
Tryb życiaZazwyczaj biega, rzadko lata.

## Status
Według IUCN gatunek narażony (ang. Vulnerable) od 2020 roku. W latach 2005–2020 miał status bliski zagrożenia (ang. Near Threatened), a jeszcze wcześniej – od 1988 roku – najmniejszej troski (ang. Least Concern). Liczebność populacji szacuje się na 19 500 – 27 300 dorosłych osobników, a jej trend uznawany jest za spadkowy.